# Cheval chez les Hmong
Pour l’article homonyme, voir Hmong.
Le cheval chez les Hmong se manifeste par l'élevage d'une race chevaline spécifique au Viêt Nam par l'ethnie des Hmong, ainsi que par l'existence de rituels animistes.

## Vocabulaire
En langue hmong, le mot « cheval » s'écrit nees, un nees nra, ou nra nees, étant un cheval de bât. Le hennissement se traduit par nees hee. Ncaim nees désigne une pouliche, maum nees une poulinière, et sam nees un hongre. Cependant, chez les Hmong américains, le mot nees a suivi un glissement sémantique et désigne de plus en plus souvent la mort, en référence à une tradition funéraire.

## Race Hmong
La race des chevaux Hmong semble s'être formée à partir du cheval mongol et de chevaux du Sichuan. Les robes peuvent être variées, incluant le bai, le bai-brun, l'alezan, le gris, les robes avec gène Dun et l'isabelle. Il sert pour la monte et comme cheval de bât. Il est essentiellement d'usage pour des tâches pratiques, telles que le transport de matériel. Les Hmong prennent grand soin de leurs chevaux, qui sont régulièrement nourris, brossés et entraînés. Ces animaux sont réputés endurants et très sûrs de pied.

## Rituels et traditions
En raison de la place culturelle importante dévolue au cheval dans leur culture, les Hmong accordent une grande importance à la façon dont cet animal est traité, et lui prodiguent davantage de soins qu'au bétail.
Les Hmong animistes conservent une tradition relative au cheval en cas de décès. Quand le membre d'une famille est mourant, un rituel est pratiqué pour attirer un cheval de la mort, nommé « maître des ombres ». Ce cheval est symbolisé par une construction de bambous ou de bois, sur lequel le corps de défunt est placé en longeant le mur du domicile, avant d'être transporté au cimetière. Quand le corps est enterré, la structure équine est coupée en deux puis déposée sur la tombe, afin que le cheval spirituel transporte l'âme du défunt dans l'autre monde.
Les Hmong font aussi appel au cheval lors de rituels chamanique, y compris parmi ceux qui ont migré aux États-Unis dans les années 1980. Ceux qui font appel à des rituels de soin invoquent un cheval spirituel rouge pour voyager.